# Birds of Prey (serie televisiva)
Birds of Prey è una serie televisiva di genere fantastico e d'azione realizzata dalla Warner Bros. Television nel 2002 e trasmessa sul proprio canale The WB.
Creata da David Carson (anche produttore) e Shawn Levy, è un telefilm ispirato all'omonimo fumetto della DC Comics. Si tratta di uno spin-off dell'universo di Batman, incentrato sulle avventure di Helena Kyle, nota come la Cacciatrice, figlia di Batman e Catwoman.
Partita con un grande ascolto per la puntata pilota, la serie è stata poi accolta poco calorosamente dai fan del fumetto e dal pubblico costringendo la Warner a interromperne la trasmissione dopo tredici puntate di un'ora ciascuna.
In Italia la serie è stata trasmessa da Canal Jimmy a partire dal novembre 2005.

## Trama
Dopo che il Joker ha paralizzato Barbara Gordon e Catwoman è morta per mano di un misterioso assassino, Bruce Wayne, alias Batman, si esilia volontariamente da Gotham City.
Sette anni dopo, quando la città viene ricostruita dopo un terremoto col nome di New Gotham, il ruolo di "Guardiani della città" passa a Barbara e a Helena Kyle, la figlia del Cavaliere Oscuro e della sua storica amante-rivale. Nel frattempo in città, queste ultime hanno preso il nome di Oracolo e di Cacciatrice.
Nella lotta contro i criminali metaumani della città (alcuni pilotati dalla ex psichiatra Harleen Quinzell, psicopatica amante del Joker) si unirà a loro l'adolescente dai poteri telepatici Dinah Redmond, arrivata a New Gotham da un'imprecisata città per sfuggire a dei genitori adottivi i quali, intimoriti dalle capacità della ragazza, avrebbero voluto mandarla in un centro per la guarigione dei mutanti.
In un secondo tempo si scoprirà che Dinah Laurel Lance è la figlia di una supereroina, Black Canary.
Nelle loro imprese per la salvaguardia di New Gotham le donne sono affiancate dal detective Jesse Reese del dipartimento di polizia della città e dal supporto morale di Alfred Pennyworth, il fedele maggiordomo di Bruce e della sua famiglia.

## Personaggi
- Dinah Redmond (nata Lance) è interpretato da Rachel Skarsten con la voce italiana di Perla Liberatori. Dinah è una giovane metaumana dotata di grandi facoltà mentali che le permettono di controllare persone e oggetti e leggere nella mente altrui. Da piccola vide la notte in cui Selina Kyle fu uccisa da un misterioso assassino davanti agli occhi della figlia Helena e Barbara Gordon fu ferita a colpi d'arma da fuoco dal Joker rimanendo paralizzata. Fortunatamente, la pallottola al posto di ucciderla le lacerò il midollo. Quella visione cambiò l'esistenza della ragazza, che una volta cresciuta si recò a New Gotham per far luce su quell'avvenimento. Una serie di eventi le faranno conoscere Barbara ed Helena e la faranno diventare parte integrante della Bat-Family. Si scoprirà in un secondo momento che Dinah è la figlia di Black Canary, ex membro delle Birds of Prey che la diede in affidamento a due coniugi i quali, sconvolti dalle abilità della ragazza, erano intenti a mandarla in un centro di correzione del gene mutante.
- Alfred Pennyworth
- Barbara Gordon
- Helena Wayne

## Cast
- Helena Kyle/Cacciatrice: Ashley Scott, doppiata da Laura Lenghi
- Barbara Gordon/Oracolo: Dina Meyer, doppiata da Francesca Guadagno
- Dinah Redmond: Rachel Skarsten, doppiata da Perla Liberatori
  - Dinah Redmond da adolescente: Amanda Michalka (episodio 1)
- Alfred Pennyworth: Ian Abercrombie, doppiato da Dante Biagioni
- Jesse Reese: Shemar Moore, doppiato da Fabio Boccanera
- Harleen Quinzel: Mia Sara, doppiata da Alessandra Korompay

### Guest star
- Clayface: Kirk Baltz, doppiato da Pasquale Anselmo (episodio 12)
- Chris Cassius: Ian Reed Kessler, doppiato da Christian Iansante (episodio 12)
- Joker: Roger Stoneburner, doppiato da Riccardo Peroni (episodio 1)
- Bruce Wayne/Batman: D. W. Moffett (episodio 1)[senza fonte]
- Selina Kyle/Catwoman: Maggie Baird (episodio 1)[senza fonte]

## Episodi
| nº | Titolo originale       | Titolo italiano                           | Prima TV USA     | Prima TV Italia  |
| -- | ---------------------- | ----------------------------------------- | ---------------- | ---------------- |
| 1  | Pilot                  | L'Oracolo e la Cacciatrice                | 9 ottobre 2002   | 11 novembre 2005 |
| 2  | Slick                  | L'uomo liquido                            | 16 ottobre 2002  | 18 novembre 2005 |
| 3  | Prey for the Hunter    | Il gemello malvagio                       | 23 ottobre 2002  | 25 novembre 2005 |
| 4  | Three Birds and a Baby | Nato per uccidere                         | 30 ottobre 2002  | 2 dicembre 2005  |
| 5  | Sins of the Mother     | Il grido del canarino                     | 6 novembre 2002  | 9 dicembre 2005  |
| 6  | Primal Scream          | Il coraggio di Dinah                      | 13 novembre 2002 | 16 dicembre 2005 |
| 7  | Split                  | Doppia identità                           | 20 novembre 2002 | 23 dicembre 2005 |
| 8  | Lady Shiva             | La vendetta di Lady Shiva                 | 27 novembre 2002 | 30 dicembre 2005 |
| 9  | Nature of the Beast    | Il pentito                                | 18 dicembre 2002 | 6 gennaio 2006   |
| 10 | Gladiatrix             | Il terribile Malcolm                      | 8 gennaio 2003   | 13 gennaio 2006  |
| 11 | Reunion                | La festa degli ex alunni                  | 8 gennaio 2003   | 20 gennaio 2006  |
| 12 | Feat of Clay           | La resa dei conti (prima e seconda parte) | 19 febbraio 2003 | 27 gennaio 2006  |
| 13 | Devil's Eyes           | La resa dei conti (prima e seconda parte) | 19 febbraio 2003 | 3 febbraio 2006  |

## Edizione italiana
Il doppiaggio italiano della serie è stato curato da Cristiano Saraceni per Sedif.